# Théo Nonnez
Théo Nonnez (né le 30 novembre 1999) est un coureur cycliste français, professionnel entre 2019 et 2021.

## Biographie

### Débuts cyclistes et carrière chez les amateurs
Théo Nonnez commence le cyclisme en 2014, après avoir pratiqué le football pendant huit ans. Il fait ses débuts au Parisis Athlétic Club 95 (PAC95) en catégorie cadet première année. En 2016, il est champion de France junior.
En 2018, après quatre ans au PAC95, il rejoint le CC Nogent-sur-Oise et intègre le peloton élite. Il y gagne deux courses : le Grand Prix de Châteaudun et le Grand Prix de Blangy-sur-Bresle. Il prend également la sixième place du championnat de France sur route espoirs.

### Carrière professionnelle
Il devient professionnel en 2019, dans l'équipe continentale Groupama-FDJ, équipe formatrice créée cette même année et associée à l'équipe World Tour du même nom. À 19 ans, il est le plus jeune coureur de l'effectif. En début de saison, il intègre l'équipe de France espoirs et offre à l'équipe continentale Groupama-FDJ sa première victoire, à l'occasion de sa première course, les Boucles de l'Essor.
Le 12 avril 2021, après une longue introspection, il annonce arrêter sa carrière de coureur à 21 ans et reprendre ses études,.

## Palmarès
- 2016
  -  Champion de France sur route juniors
  - 3e des Boucles de Seine-et-Marne
- 2017
  - Boucles Cyclistes du Sud Avesnois
  - 2e étape de La Cantonale Juniors
  - La BerCycle :
    - Classement général
    - 2e étape

  - 3e de La Cantonale Juniors
- 2018
  - Grand Prix de Châteaudun
  - Grand Prix de Blangy-sur-Bresle
  - 2e de la Boucles de l'Austreberthe
- 2019
  - Boucles de l'Essor